# 龙之信条2
《龙之信条2》是一款动作角色扮演游戏，游戏由卡普空开发和发行，是2012发售的《龙之信条》的续作。游戏于2024年3月22日在PlayStation 5、Microsoft Windows、Xbox Series X/S平台发售。

## 玩法
《龙之信条2》是一款第三人称動作角色扮演遊戲。在游戏中玩家将扮演一个名为“觉醒者”（Arisen）的英雄。玩家将探索他们所处的世界，承接任务、挑战怪物，并陷入两个王国之间的地缘政治冲突。玩家可以获得被称为“追随者”（Pawns）的NPC盟友的帮助一起战斗、他们可以提供有关敌人的信息，并为当前任务提供引导。玩家可以自定义追随者的性别、外观和种族。此外，玩家还可以招募两个由其他玩家创建的追随者。
觉醒者和追随者都有“职业”（Vocation），职业定义了他们在战斗中可以使用的能力和装备。职业分为基础职业、高级职业和混合职业，后者只有觉醒者才能获得。前作中的一些职业将在本作中回归，但神行者（Strider）和游侠则改为了盗贼和弓箭手。游戏中包含了新的混合职业，包括能够使用双头長矛的魔剑士（前作魔骑士的变体），以及善于迷惑敌人的幻术师（Trickster）等。
游戏设定在一个无缝的開放世界中，比前作的地图大四倍，与前作属于平行世界的关系。游戏世界分为两个主要王国：貝爾蒙特和巴塔爾。游戏可快速旅行。游戏中可能会发生突发事件，迫使玩家做出反应。昼夜循环系统会使玩家在白天和夜晚遭遇不同生物。

## 开发
游戏由伊津野英昭担任总监。该团队的主要目标之一是对前作的游戏机制进行改进，包括由于当时的技术原因而从前作中删除的功能。伊津野补充道，“续作可能不会包含那么多全新的要素，但游戏本身会得到增强，为玩家带来一个更加身临其境的角色扮演和动作冒险游戏”。游戏世界的灵感来自于中世纪的欧洲地中海，特别是古典与中世纪时期的西西里岛。伊津野表示，团队在创作游戏世界时受到了《俠盜獵車手V》的启发。

## 发行
卡普空于2022年6月宣布推出《龙之信条2》。在2023年5月的PlayStation Showcase上发布了预告片。2023年11月举行了展览，并宣布该游戏将于2024年3月22日在PlayStation 5、Microsoft Windows和Xbox Series X/S发布。

## 评价
根据评论汇总网站Metacritic，《龙之信条2》PS5版、Xbox Series X/S版、PC版均获得了“普遍好评”。然而，《龍族教義2》上架Steam後，因被發現在媒體評價後添加了一系列微交易，加上优化不佳，得到玩家“大多負評”。IGN的贾勒特·格林在遊戲發行後，補充針對微交易的評價。指出卡普空在单人游戏中加入微交易的做法固然令人失望，但并無改变他对游戏的总体评价，因此不會不利地影響遊玩。

#### 销量
2024年4月2日，《龙之信条2》在全球的销量已达到了250万套。